# 岡田憲久
岡田 憲久（おかだ のりひさ、1950年 - ）は、日本の造園家、作庭家。名古屋造形大学名誉教授、景観設計室タブラ・ラサ主宰。大阪府生まれ。
1974年、信州大学農学部卒業。卒業後5年間は京都で庭師として修業。1989年、景観設計室タブラ・ラサ設立。1992年、名古屋造形芸術短期大学に赴任。名古屋造形大学助教授、教授を経て現在名古屋造形大学名誉教授
==著書==
・景観と意匠の歴史的展開　（共著）1998年
- 日本の庭ことはじめ 2008年
- ==受賞==
- 日本庭園学会奨励賞　2009年
- 日本造園学会賞　　2009年
- 第29回都市公園コンクール国土交通大臣賞　2013年

## 主な作品
- 1989　 高木邸坪庭「陰影礼賛」
- 清洲地区文化広場清洲城庭園 愛知県清須市
- 1991　伊良湖フラワーパーク　花の迷宮庭園
- 中部大学工法案・洞雲亭庭園
- 1992　落合公園フォーリー広場
- 松任グリーンパーク　花のふれあい広場館（温室）
- 1994　三重県指定文化財　蓑虫庵　庭園修復整備
- 中部大学　みなもの庭
- 1995　　瓦の庭「旋律・漣」（坪井利三郎商店）
- 東海旅客鉄道株式会社　殉職者慰霊碑のある広場　静岡県湖西市
- 1996　　三重県指定文化財専修寺庭園改修調査・設計　三重県津市
- 豊橋市新庁舎外構　愛知県豊橋市
- 鈴鹿市指定文化財　伊勢型紙資料館　庭園修復・設計　三重県鈴鹿市
- 1998　　高嶺下ファームビレッジ基本構想　愛知県豊田市足助町
- 1999　　安城市総合斎苑　ランドスケープ及び日本庭園　愛知県安城市
- 足助町高嶺下職員住宅ランドスケープ　愛知県豊田市足助町
- （愛知県第10回愛知まちなみ建築賞）
- 2000　　東邦ガス知多緑浜工場　ランドスケープ　愛知県知多市
- 2001　　椙山女学園大学生活社会科学科等前庭園
- 三重県指定文化財西諸戸邸庭園整備修理事業　三重県桑名市
- 2002　　名鉄三河高浜駅前ロータリー　「瓦の庭　かい（海）」　愛知県高浜市
- 東海旅客鉄道株式会社　総合技術本部技術開発部ランドスケープ　愛知県小牧市
- ポーランド　ソポート市主催講演"Sprit of Japanese Garden"
- ポーランド　ソポート市日本庭園基本設計「月映の庭」
- 長久手町「福祉の家」中庭・露天風呂日本庭園（長久手温泉ござらっせ）愛知県長久手町
- 2003　　　真宗大谷派名古屋別院　参道整備計画監修（名古屋造形芸術大学監修チームの一員として）
- 岩村町指定文化財「文化交流の館　勝川家」庭園再整設計・監理　岐阜県恵那市岩村町
- 「いわむら美術の館　柴田家」坪庭整備修理　岐阜県恵那市岩村町
- 2004　　　中部大学25号館中庭「花鏡の庭」
- 三重県指定文化財蓑虫庵　庭園再整備設計・監理　三重県伊賀市
- 2005　　　中部国際空港　「アクセスプラザガーデン　瓦の庭」
- 「瓦の庭　かい（海）」（第12回甍賞造形賞）
- 石橋家庭園整備修理　岐阜県恵那市岩村町
- 大岐阜ビル　公開空地・歩道状空地、屋上庭園、壁面緑化　岐阜県岐阜市
- 2007　　　名古屋ルーセントタワー(牛島再開発事業)公開空地ランドスケープ
- （日建設計とのコラボレーション）　名古屋市西区
- アルペン丸の内タワー公開空地、2・3階屋上庭園　名古屋市中区
- 西春中学校エコ改修 外構部分実施設計（環境省学校エコ改修と環境教育事業）　北名古屋市
- 2008　　旧武田薬品研修所・宿泊棟建て替え工事ランドスケープ実施設計　大阪府吹田市
- 現在　関西大学所有
- 2009　　「諸戸徳成邸調査報告書」（第3章第1節４　庭園）
- 「内々津神社庭園調査報告書」編集（発行春日井市教育委員会）
- 2010　　旧武田薬品研修所・宿泊棟建て替え工事ランドスケープ設計監理
- 「風致公園基本構想策定業務委託報告書」（名古屋造形大学）小牧市
- 2011　　　「風致公園自然環境調査業務委託報告書」（名古屋造形大学）小牧市
- 2012　　太田川駅前どんでん広場・駅前広場（東）
- 2013　　太田川駅前どんでん広場（芝生広場）
- 2015　　太田公園
- 太田川広場（西）
- 2016　　太田川駅　駅西歩道（幅員30ｍ）
- 2017　　太田川駅　駅東歩道（幅員15ｍ）
- 多治見駅南地区第1種市街地再開発事業　ランドスケープ基本設計
- 2019　　中部大学工法案・洞雲亭庭園改修事業
- 中部大学「岡田憲久展」
- 多治見駅南地区第1種市街地再開発事業　ランドスケープ実施設計
- 2020～2022　　多治見駅南地区第1種市街地再開発事業　ランドスケープ現場管理
- 2020～2025　太良まめなしの里実施設計・現場管理